# 大久保恒夫
大久保 恒夫（おおくぼ つねお、1956年（昭和31年） - ）は、日本のコンサルタント、実業家。西友代表取締役社長兼CEO。ユニクロ、良品計画の改革に携わったことで知られる。愛知県出身。

## 略歴
- 1979年 - 早稲田大学法学部卒業後、イトーヨーカ堂入社。 ダイニング家庭用品担当。
- 1981年 - 同社経営政策室経営開発部担当。
- 1989年 - 同社を退社。プライスウォーターハウスコンサルティング（株）、（財）流通経済研究所研究員などを経る。
- 1990年 - （株）リテイルサイエンス設立社長
- 2003年 - （株）ドラッグイレブン社長
- 2007年 - （株）成城石井社長
- 2010年 - 中央大学ビジネススクール客員教授
- 2011年 - （株）セブン&アイ・フードシステムズ社長
- 2011年 - （株）セブン&アイ・ホールディングス取締役
- 2013年 - （株）セブン&アイ・ホールディングス常務執行役員
- 2017年 - （株）セブン&アイ・フードシステムズ顧問[1]。
- 2017年 -  インテグラル（株）顧問
- 2018年 - （株）リテイルサイエンス代表取締役社長
- 2018年 - （株）エムアイフードスタイル取締役
- 2021年 - （合）西友代表取締役社長兼CEO[2]

## テレビ出演
- プロフェッショナル 仕事の流儀「人が変われば、会社は変わる」（2009年11月10日、NHK総合テレビジョン）[3]
- 仕事学のすすめ「こうして企業は再生する」全4回（2011年11月9日 - 11月30日、NHK教育テレビジョン）[4]
- 日経スペシャル カンブリア宮殿 安いだけじゃない！スーパー「西友」の大改革（2022年8月4日、テレビ東京）- 西友 社長として出演[5]。

## 著書
- 『棚割システム活用法 売上げ・利益が上がる棚割のつくり方』1997年12月15日、商業界。ISBN 4-7855-0173-1。
- 『また一歩、お客さまのニーズに近づく 会社がみるみる強くなる』2005年1月5日、かんき出版。ISBN 978-4-7612-6225-9。
- 『利益を3倍にするたった5つの方法 儲かる会社が実践している！』2007年8月30日、ビジネス社。ISBN 978-4-8284-1375-4。
  - 『利益を3倍にするたった5つの方法 新装版 経営のプロが教える企業再生の奥義！』2017年7月26日、ビジネス社。ISBN 9784828419671。
- 『すべては人なんだ』2010年6月22日、商業界。ISBN 978-4-7855-0377-2。
- 『実行力100%の会社をつくる!』2010年9月22日、日本経済新聞出版社。ISBN 978-4-532-31658-7。
- 『NHKテレビテキスト 仕事学のすすめ こうして企業は再生する』2011年10月25日、NHK出版。ISBN 9784141895718。
- 『AI 流通革命3.0 ビッグデータの活用で小売はもっと儲かる』2019年1月24日、ビジネス社。ISBN 9784828420721。

## DVD
- 『プロフェッショナル 仕事の流儀 小売り再建 大久保恒夫の仕事 人が変われば、会社は変わる』（2010年10月22日、NHKエンタープライズ NSDS15157）